# Lorca Atlético Club de Fútbol
El Lorca Atlético Club de Fútbol fou un club de futbol de la ciutat de Llorca a la Regió de Múrcia.

## Història
El juliol de 2010 Cristóbal Sánchez Arcas, un emprenedor de Llorca, comprà el club Sangonera Atlético CF i el mogué a la ciutat de Llorca. Començà a competir a Segona Divisió B. El juny de 2012 va perdre dues categories per un descens i impagaments a jugadors i acabà desapareixent.
Evolució dels principals clubs de Llorca:
- Lorca Foot-ball Club (1901-1928)
- Unión Deportiva Lorquina (1922-1924)
- Lorca Sport Club (1928-1932)
- Club Deportivo Lorca (1933-1935) → Lorca Fútbol Club (1935-1941) → Lorca Club de Fútbol (1941-1946)
- Club Deportivo Lorca (1950-1966)
- CF Lorca Deportiva (1969-1994)
- Lorca Promesas CF (1986-1994)
- Lorca Club de Fútbol (1994-2002)
- Lorca Deportiva CF (2002-2011) → Lorca Deportiva Olímpico (2011-2012)
- Sangonera Atlético CF (1996-2010) → Lorca Atlético CF (2010-2012)
- La Hoya Deportiva CF (2003-2010) → La Hoya Lorca CF (2010-2017) → Lorca FC (2017-2022)
- Club de Fútbol Lorca Deportiva (2012-)

## Temporades
| Temporada | Nivell | Divisió      | Posició | Copa del Rei |
| --------- | ------ | ------------ | ------- | ------------ |
| 2010-11   | 3      | 2a Divisió B | 15è     |              |
| 2011-12   | 3      | 2a Divisió B | 16è     |              |